# Gediminas-Sportmittelschule Kaunas

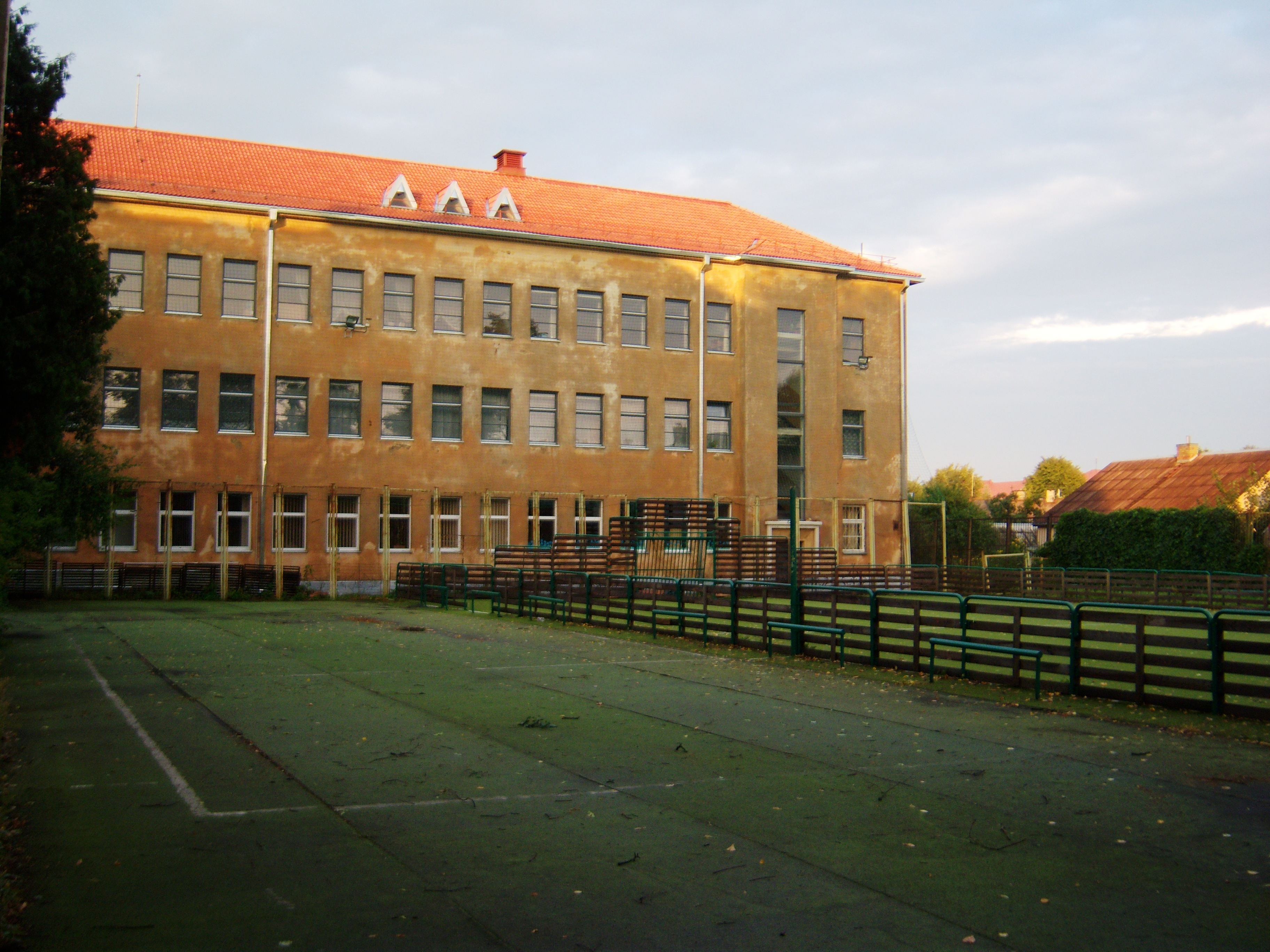
Hof

Die Gediminas-Sportmittelschule Kaunas (lit. Kauno Gedimino sporto ir sveikatinimo vidurinė mokykla) ist eine allgemeinbildende Mittelschule mit besonderem Bildungsschwerpunkt Sport. Es befindet sich in der zweitgrößten litauischen Stadt Kaunas und hat 587 Schüler und 46 Mitarbeiter (Stand: 2012). Nach der 12 Klassen und Abitur wird die Hochschulreife erreicht.

## Geschichte
Im August 1920 wurde die sechsstufige Stadtschule in Kaunas zum Gymnasium umstrukturiert. Von 1924 bis 1928 hieß die Schule „Zweites Staatliches Gymnasium“ und von 1928 bis 1936 „Drittes Staatliches Gymnasium“. Im Oktober 1940 wurde sie zur „Dritten Mittelschule“ und 1946 zur „Dritten Mädchenmittelschule“ umbenannt. 1954 wurde die Schule aufgrund Ratsbeschluss der Stadtgemeinde Kaunas nach der Dichterin Salomėja Nėris benannt und ein Museum eingerichtet. Seit 2010 heißt sie nach dem litauischen Großfürsten Gediminas „Gediminas-Mittelschule für Sport- und Gesundheitsförderung Kaunas“.

## Direktoren
- 1928–1936: Jonas Baronas
- 1940–1941: Merkelis Račkauskas
- 1986–2001: Marijonas Binkis
- Seit 2001: Vladislovas Janiūnas

## Schüler (Auswahl)
- Petras Baršauskas (* 1953), Ingenieur, Professor, Rektor
- Alfonsas Bieliauskas (* 1923), Schriftsteller
- Gražina Didelytė, Grafikerin
- Dalia Kutraitė-Giedraitienė, Politikerin und Journalistin
- Egidijus Klumbys, Politiker
- Jūratė Elena Norvaišienė, Tänzerin
- Klemensas Rimšelis (* 1958), Sportmanager und Politiker
- Linas Ryškus (* 1970), TV-Produzent
- Klaudijus Stanionis (* 1951), Politiker, Vizeminister
- Gintaras Šurkus, Politiker
- Aurimas Taurantas (* 1956), Politiker und Diplomat